# بجلانچیکا
بجلانچیکا (به لاتین: Bjelašnica) یک رشته‌کوه در بوسنی و هرزگوین است که در Trnovo Municipality واقع شده‌است. بجلانچیکا ۲٬۰۶۷ متر بالاتر از سطح دریا واقع شده‌است.